# Horseshoe Lake
Horseshoe Lake är en sjö i Kanada.   Den ligger i provinsen Alberta, i den centrala delen av landet, 3 100 km väster om huvudstaden Ottawa. Horseshoe Lake ligger 1 247 meter över havet.
I omgivningarna runt Horseshoe Lake växer i huvudsak barrskog. Trakten runt Horseshoe Lake är nära nog obefolkad, med mindre än två invånare per kvadratkilometer.